# NGC 4784
NGC 4784 est une galaxie lenticulaire vue par la tranche et située dans la constellation de la Vierge. Sa vitesse par rapport au fond diffus cosmologique est de 4 172 ± 51 km/s, ce qui correspond à une distance de Hubble de 61,5 ± 4,4 Mpc (∼201 millions d'al). NGC 4784 a été découverte par l'astronome germano-britannique William Herschel en 1786.
À ce jour, une mesure non basée sur le décalage vers le rouge (redshift) donne une distance d'environ 48,600 Mpc (∼159 millions d'al). Cette valeur est nettement à l'extérieur des valeurs de la distance de Hubble. Notons que c'est avec la valeur moyenne des mesures indépendantes, soit ici 48.6, que la base de données NASA/IPAC calcule le diamètre d'une galaxie. La distance de Hubble est peut-être plus près de la distance réelle de NGC 4784. Si on utilise la distance de Hubble pour calculer le diamètre on obtient une valeur d'environ 39,4 kpc (∼129 000 al).